# Roland Pozzo di Borgo
Pour les autres membres de la famille, voir Famille Pozzo di Borgo.
Roland Pozzo di Borgo, né à Marseille le 13 décembre 1928 et mort le 28 août 2001 à Neuilly, est un restaurateur, homme d’affaires, entrepreneur et mécène français.

## Biographie
Roland Ferrandini-Pozzo di Borgo, dit Pozzo di Borgo, est le fils de Matthieu Ferrandini et Marie-Anne Pozzo di Borgo — appartenant à l’ancienne famille corse des Pozzo di Borgo.
Dans les années 1970, il ouvre rue de Lille, Le Bistrot de Paris, où il lance le jeune chef Michel Oliver, fils du grand Raymond.
Roland Pozzo di Borgo s’illustre dans les affaires et devient le « roi du carpaccio à volonté » avec la chaîne de 65 restaurants Bistro Romain qu’il fonde en 1982, et  devenue aujourd’hui la propriété du groupe Flo.
Il a aussi été le président du directoire d’Havas Conseil relations publiques dans les années 1970, administrateur de la fondation Claude-Pompidou dont un gala de bienfaisance porte le nom, et en 1969, commissaire du bicentenaire de la naissance de Napoléon Bonaparte.
En 1994, le maire de Paris Jacques Chirac lance un grand programme de rénovation de l’avenue des Champs-Élysées, en partenariat avec Roland Pozzo di Borgo, président du Comité des Champs-Élysées. Il est l’auteur d’un livre sur l’histoire de l’avenue des Champs-Élysées.
Roland Pozzo di Borgo meurt le 28 août 2001 à l’âge de 72 ans à l’hôpital américain de Neuilly.

## Ouvrages publiés
- Les Champs-Élysées. Trois siècles d'histoire, illustré, Paris, Éditions de La Martinière, 1997, 399 p.  (ISBN 978-2-73242374-6).
- Lettres à mon fils, Paris, Séguier, 2004  (ISBN 978-2-84049381-5).